# Nepal na Letnich Igrzyskach Olimpijskich 1976
Nepal na Letnich Igrzyskach Olimpijskich 1976 reprezentował 1 zawodnik. Był to trzeci start reprezentacji Nepalu na letnich igrzyskach olimpijskich.

## Skład reprezentacji

### Lekkoatletyka
| Zawodnik            | Konkurencja | Finał   | Finał   |
| Zawodnik            | Konkurencja | Wynik   | Miejsce |
| ------------------- | ----------- | ------- | ------- |
| Baikuntha Manandhar | maraton     | 2:30:07 | 50.     |